# Liste der Auslandsvertretungen von Mauritius

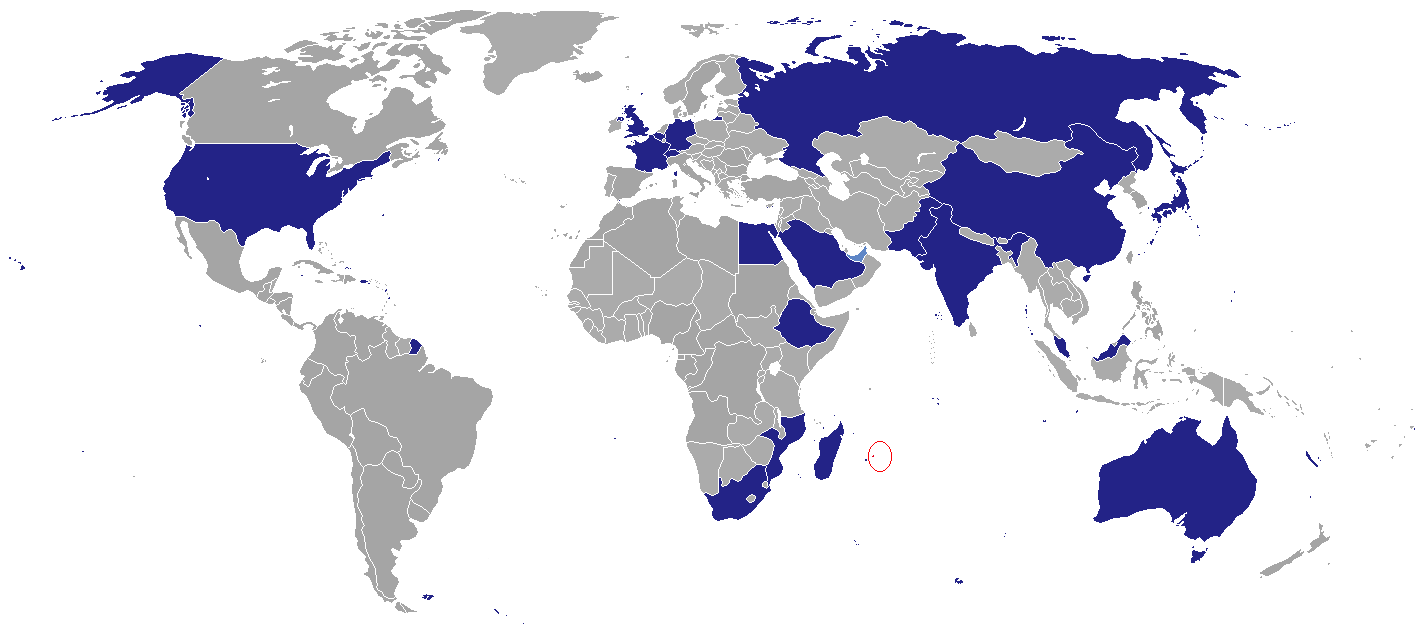
Standorte der diplomatischen Vertretungen von Mauritius

Dies ist eine Liste der diplomatischen und konsularischen Vertretungen von Mauritius.

## Diplomatische und konsularische Vertretungen

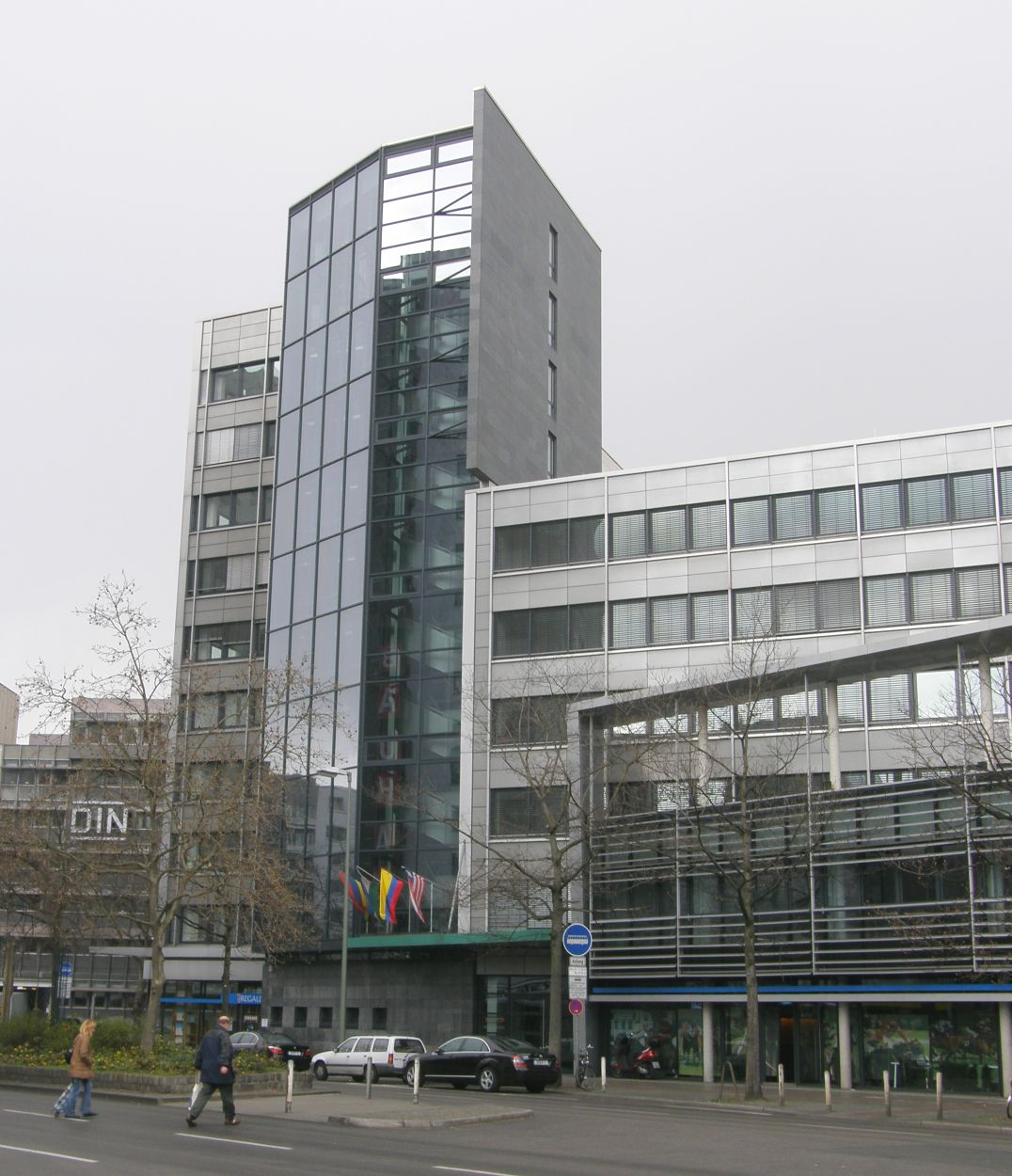
Botschaft von Mauritius in Berlin

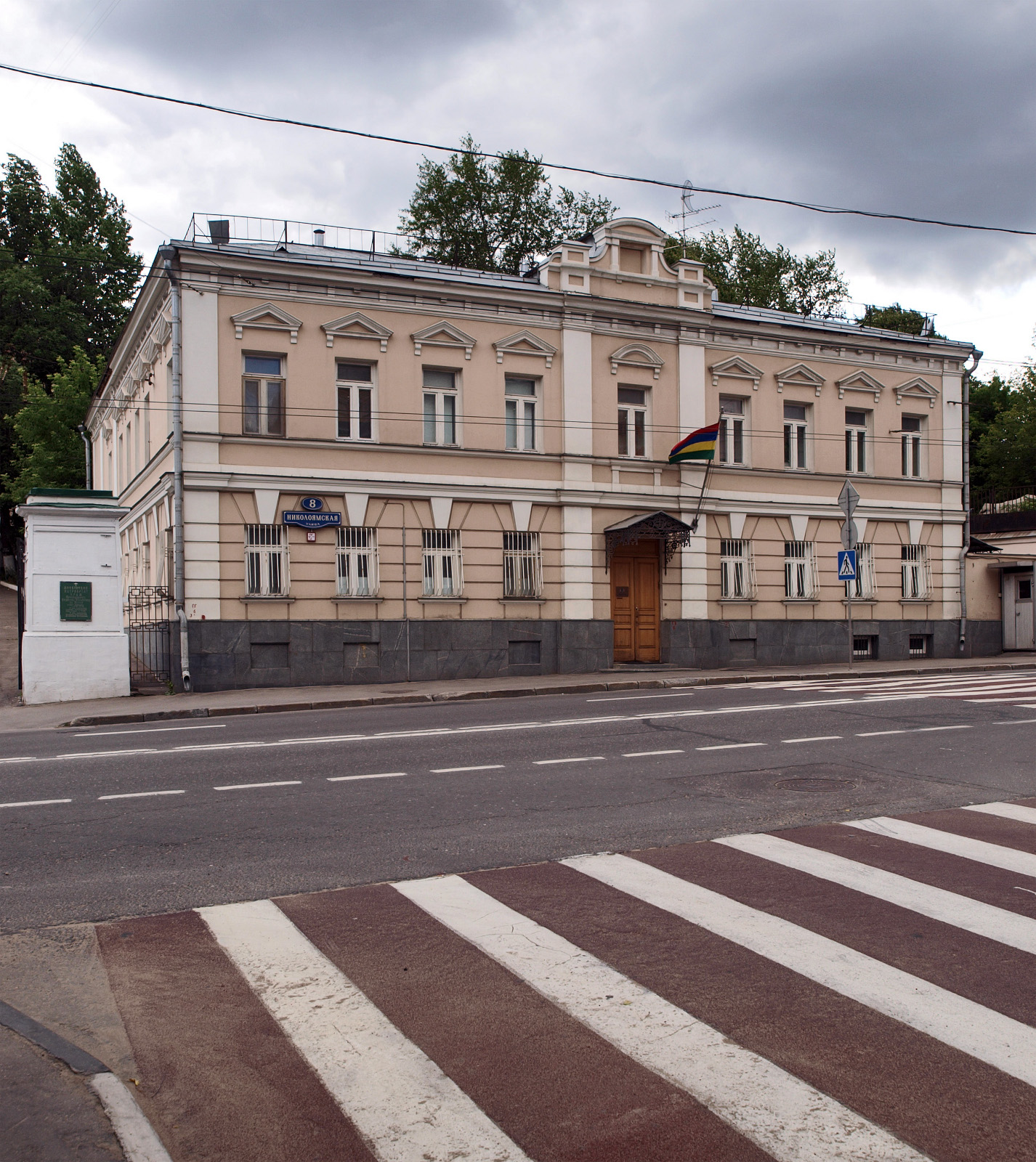
Botschaft von Mauritius in Moskau

### Afrika
| - Ägypten: Kairo, Botschaft - Äthiopien: Addis Abeba, Botschaft - Madagaskar: Antananarivo, Botschaft | - Mosambik: Maputo, Hohe Kommission - Südafrika: Pretoria, Hohe Kommission |

### Asien
| - Volksrepublik China: Peking, Botschaft - Indien: Neu-Delhi, Hohe Kommission - : Indien: Mumbai, Konsulat | - Malaysia: Kuala Lumpur, Hohe Kommission - Pakistan: Islamabad, Hohe Kommission |

### Australien und Ozeanien
- Australien: Canberra, Hohe Kommission

### Europa
| - Belgien: Brüssel, Botschaft - Deutschland: Berlin, Botschaft - Frankreich: Paris, Botschaft | - Russland: Moskau, Botschaft - Vereinigtes Königreich: London, Hohe Kommission |

### Nordamerika
- Vereinigte Staaten: Washington, D.C., Botschaft

## Vertretungen bei internationalen Organisationen
- Vereinte Nationen: New York, Ständige Mission
- Vereinte Nationen: Genf, Ständige Mission
- AU: Addis Abeba, Ständige Mission
- Europäische Union: Brüssel, Mission
- UNESCO: Paris, Ständige Mission